# Championnat d'Europe masculin de rink hockey des moins de 20 ans 1984
Navigation
Championnat d'Europe masculin -20 ans 1983 Championnat d'Europe masculin -20 ans 1985
Le Championnat d'Europe de rink hockey masculin des moins de 20 ans 1984 est la 23e édition de la compétition organisée par le Comité européen de rink hockey et réunissant les meilleures nations européennes des moins de 20 ans. Cette édition a lieu à Noia, en Espagne.
L'équipe d'Espagne des moins de 20 ans remporte sa 12e couronne européenne de rink hockey.

## Participants
Huit équipes prennent part à cette compétition.
- Espagne
- Italie
- Portugal
- Allemagne
- Belgique
- Pays-Bas
- Suisse
- Angleterre

## Résultats
Chaque équipe se rencontre une fois.
| Rang | Équipe     | Pts | J | G | N | P | Bp | Bc | Diff |  | Résultats  |  |     |     |     |      |     |      |      |
| ---- | ---------- | --- | - | - | - | - | -- | -- | ---- |  | ---------- |  | --- | --- | --- | ---- | --- | ---- | ---- |
| 1    | Espagne    | 14  | 7 | 7 | 0 | 0 | 51 | 9  | +42  |  | Espagne    |  | 4-1 | 5-4 | 5-1 | 10-1 | 8-1 | 11-0 | 8-1  |
| 2    | Italie     | 12  | 7 | 6 | 0 | 1 | 40 | 12 | +28  |  | Italie     |  |     | 3-0 | 5-1 | 8-0  | 7-5 | 7-1  | 9-1  |
| 3    | Portugal   | 10  | 7 | 5 | 0 | 2 | 42 | 18 | +24  |  | Portugal   |  |     |     | 5-2 | 6-1  | 8-2 | 9-3  | 10-2 |
| 4    | Allemagne  | 8   | 7 | 4 | 0 | 3 | 33 | 25 | +8   |  | Allemagne  |  |     |     |     | 6-0  | 6-5 | 10-4 | 7-1  |
| 5    | Belgique   | 5   | 7 | 2 | 1 | 4 | 12 | 37 | -25  |  | Belgique   |  |     |     |     |      | 4-3 | 4-2  | 2-2  |
| 6    | Pays-Bas   | 4   | 7 | 2 | 0 | 5 | 30 | 39 | -9   |  | Pays-Bas   |  |     |     |     |      |     | 10-3 | 4-3  |
| 7    | Angleterre | 2   | 7 | 1 | 0 | 6 | 16 | 53 | -37  |  | Angleterre |  |     |     |     |      |     |      | 3-2  |
| 8    | Suisse     | 1   | 7 | 0 | 1 | 6 | 12 | 43 | -31  |  | Suisse     |  |     |     |     |      |     |      |      |